# Hamilton Mourão
Antônio Hamilton Martins Mourão GCMM • GCRB • GCMD (Porto Alegre, 15 de agosto de 1953) é um político e general brasileiro, atualmente filiado ao partido Republicanos. Mourão atuou como o 25.º vice-presidente do Brasil, exercendo o mandato de 1.º de janeiro de 2019 a 1.º de janeiro de 2023, ao lado do presidente Jair Bolsonaro. Desde 2023, Mourão representa o estado do Rio Grande do Sul no Senado Federal.
Com uma longa trajetória na carreira militar, Mourão passou para a reserva remunerada em 28 de fevereiro de 2018 após ocupar diversas posições de comando no Exército Brasileiro. Sua atuação foi marcada tanto por sua experiência quanto por declarações que frequentemente causaram polêmica. Em 5 de agosto de 2018, foi confirmado como candidato a vice-presidente na chapa de Jair Bolsonaro, e ambos foram eleitos em 28 de outubro do mesmo ano.
Nas eleições de 2022, Mourão deu continuidade à sua vida pública ao eleger-se senador pelo Rio Grande do Sul, reforçando sua influência política e mantendo-se ativo no cenário nacional.

## Biografia

### Vida pessoal
De ascendência indígena, Hamilton Mourão é filho do general de divisão Antônio Hamilton Mourão (natural do Amazonas) e de Wanda Coronel Martins Mourão (de Bagé). Foi casado com Ana Elisabeth Rossell Mourão desde 1976, com quem teve dois filhos: Antônio e Renata. Viúvo em 2016, casou-se dois anos depois com Paula Mourão.
Morou dois anos em Washington, nos Estados Unidos, no período de junho de 1967 até junho de 1969, enquanto seu pai, o então coronel Antônio Hamilton Mourão estudava no Colégio Interamericano de Defesa no Forte Lesley J. McNair.

### Carreira militar

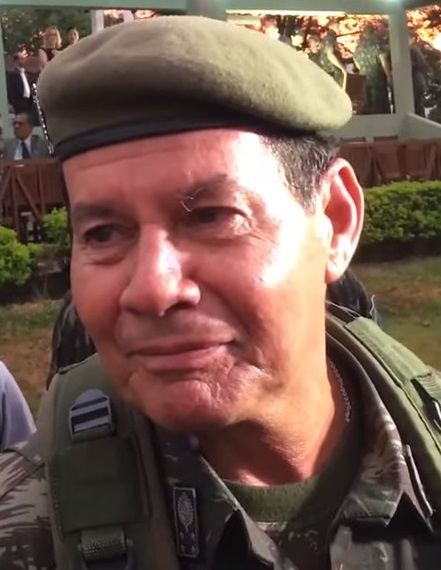
General Mourão em 2016

Ingressou no Exército Brasileiro em fevereiro de 1972, na Academia Militar das Agulhas Negras (AMAN) onde, em 12 de dezembro de 1975, foi declarado aspirante-a-oficial da Arma de Artilharia.
Em seguida obteve cursos de formação, de aperfeiçoamento, de altos estudos militares da Escola de Comando e Estado-Maior do Exército e do Curso de Política, Estratégia e Alta Administração do Exército, além dos cursos básico paraquedista, mestre de salto e salto livre, também possui o curso de guerra na selva.
Durante sua vida militar, foi instrutor da Academia Militar das Agulhas Negras, cumpriu Missão de Paz em Angola – UNAVEM III – e foi adido militar na Embaixada do Brasil na Venezuela. Comandou o 27° Grupo de Artilharia de Campanha em Ijuí (Rio Grande do Sul), a 2ª Brigada de Infantaria de Selva em São Gabriel da Cachoeira (Amazonas), e a 6.ª Divisão de Exército, em Porto Alegre.
Foi Vice-chefe do Departamento de Educação e Cultura do Exército e, ao ser promovido ao último posto, Comandante Militar do Sul, entre 28 de abril de 2014 e 26 de janeiro de 2016. Na sequência, chefiou a Secretaria de Economia e Finanças, de onde foi exonerado em 9 de dezembro de 2017. Na época, a sua exoneração foi associada ao teor de suas declarações durante palestras que ministrava em Clubes do Exército ao redor do país, no entanto a assessoria do Exército Brasileiro não informou o real motivo para a exoneração do general.
Deixou o serviço ativo em 28 de fevereiro de 2018, após 46 anos de serviço, sendo transferido para a reserva remunerada.

### Vida na reserva
Segundo a Revista Sociedade Militar, o general Hamilton Mourão se inscreveu e se consagrou, sem necessidade de eleições (por aclamação), como novo presidente do Clube Militar.
Filiou-se ao Partido Renovador Trabalhista Brasileiro (PRTB) e ingressou na política, sendo candidato eleito à vice-presidência da República na chapa de Jair Bolsonaro.

## Posições políticas

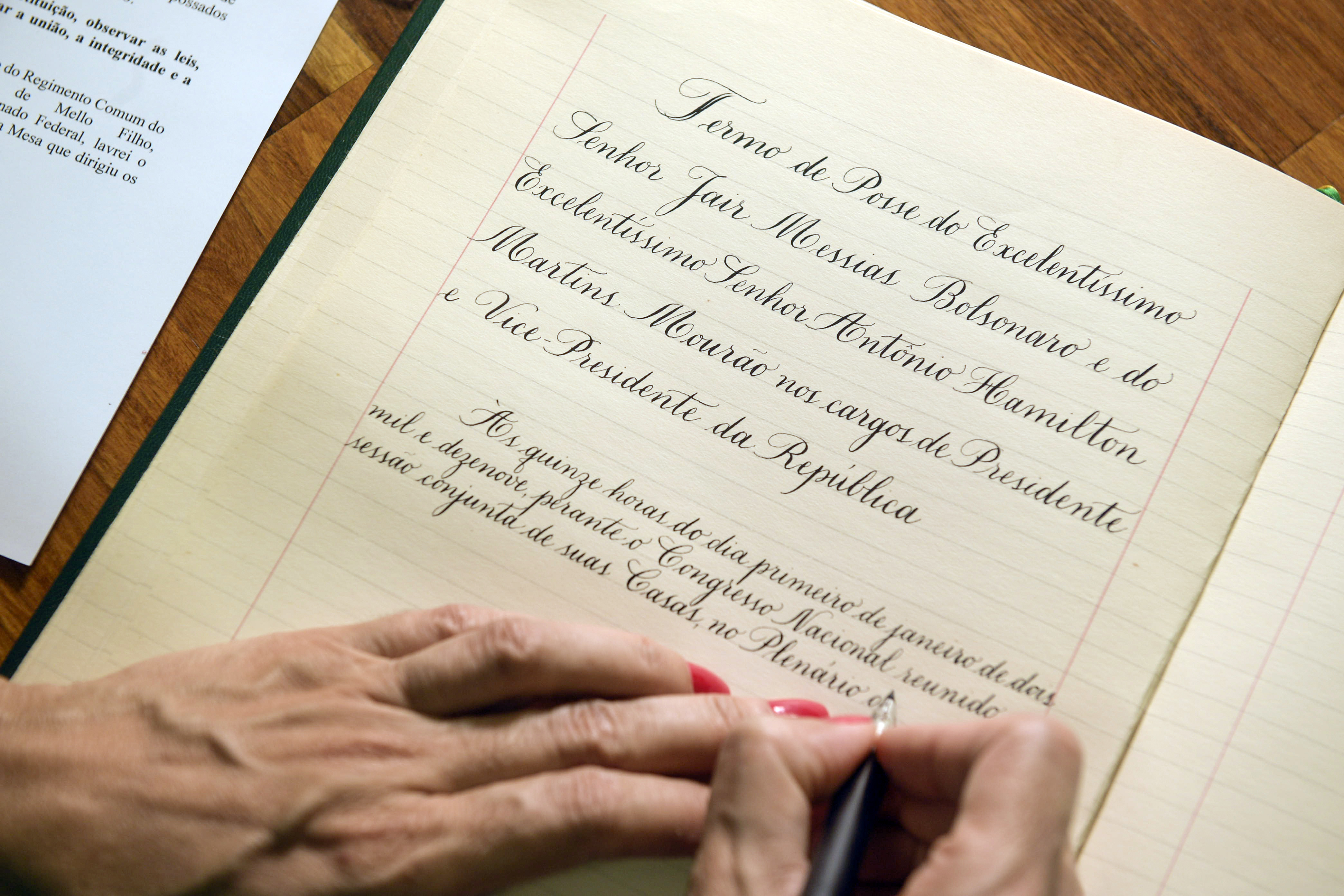
Termo de posse de Hamilton Mourão como vice-presidente

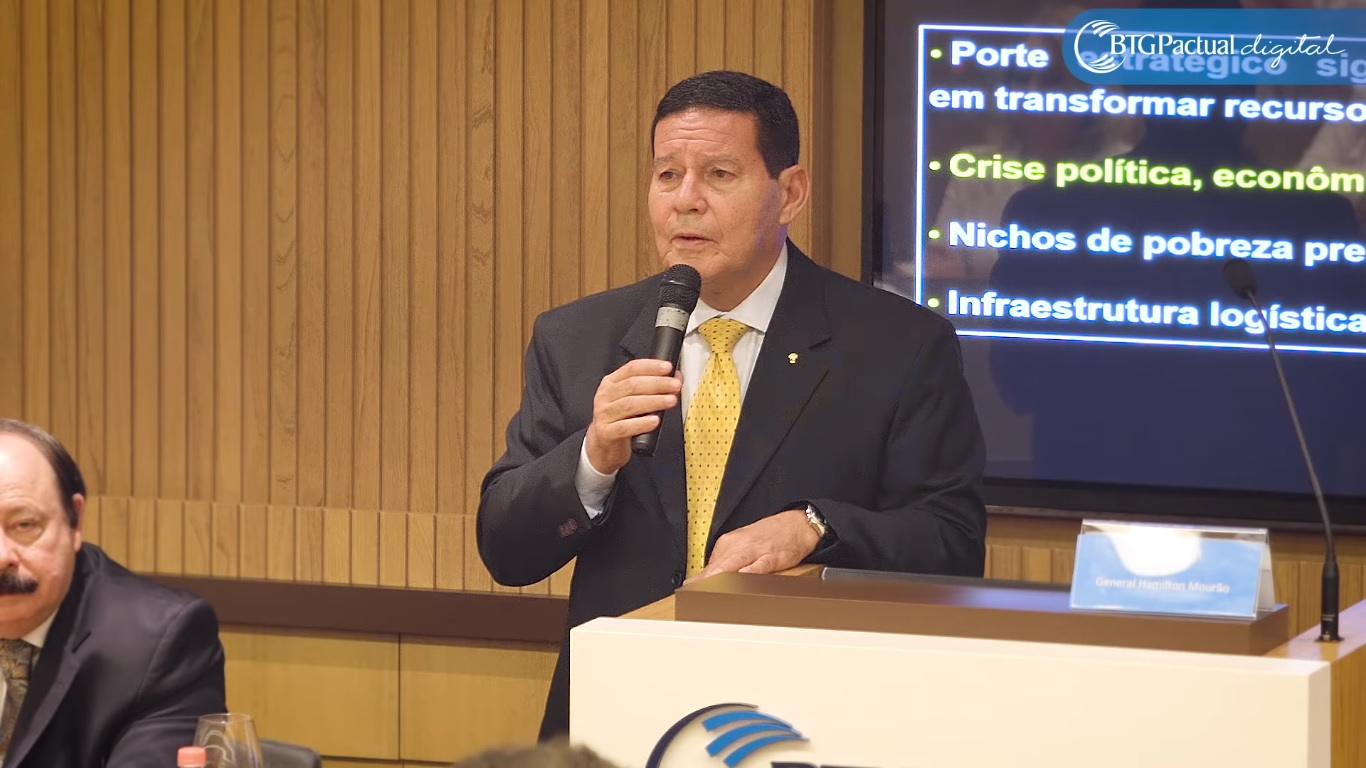
Mourão em 2018

O militar ganhou notoriedade no ano de 2015 durante as crises políticas do mandato da presidente Dilma Rousseff, quando foi transferido do Comando Militar do Sul (CMS) para a Secretaria de Economia e Finanças, no Distrito Federal, transferência esta normal pelas normas do Exército após completar 02 (dois) anos de comando do Comando Militar do Sul.

Em pronunciamento público em uma obediência maçônica, o Grande Oriente do Brasil, em setembro de 2017, no Distrito Federal, afirmou que entre os deveres do Exército Brasileiro está a garantia do funcionamento das instituições e da lei e da ordem, e que se o judiciário não fosse capaz de sanar a política existente no país isso seria imposto pelo exército por meio de uma intervenção militar, que na visão dele estaria prevista na Constituição Federal de 1988. Porém, durante um pronunciamento referente à greve dos caminhoneiros, que ocorreu no primeiro semestre de 2018, ele deixou claro que a intervenção militar não seria a solução para a crise vivida no país. A pauta das greves começou pelo custo elevado dos combustíveis, mas cresceu para protestos contra a corrupção no governo e pedidos de intervenção militar. Parte dos protestantes apoiavam Mourão. 
"Tem gente que quer as Forças Armadas incendiando tudo. E a coisa não pode ser assim, não pode ser desse jeito. Não concordo. Soluções dessa natureza a gente sabe como começam e não sabe como terminam. Acho que a coisa tem que ser organizada, concertada. Se o governo não tem condições de governar, vai embora, renuncia. Antecipa as eleições, faz qualquer coisa, mas sai do imobilismo dele." — General Hamilton Mourão, 27 de maio de 2018.
No dia 23 de novembro de 2018, concedeu entrevista à Folha de S.Paulo, na qual afirmou que defende pragmatismo e cautela em temas como economia e relações com China, Venezuela e Oriente Médio. Mourão é considerado por parte da imprensa como uma voz moderada no governo Bolsonaro.

## Controvérsias

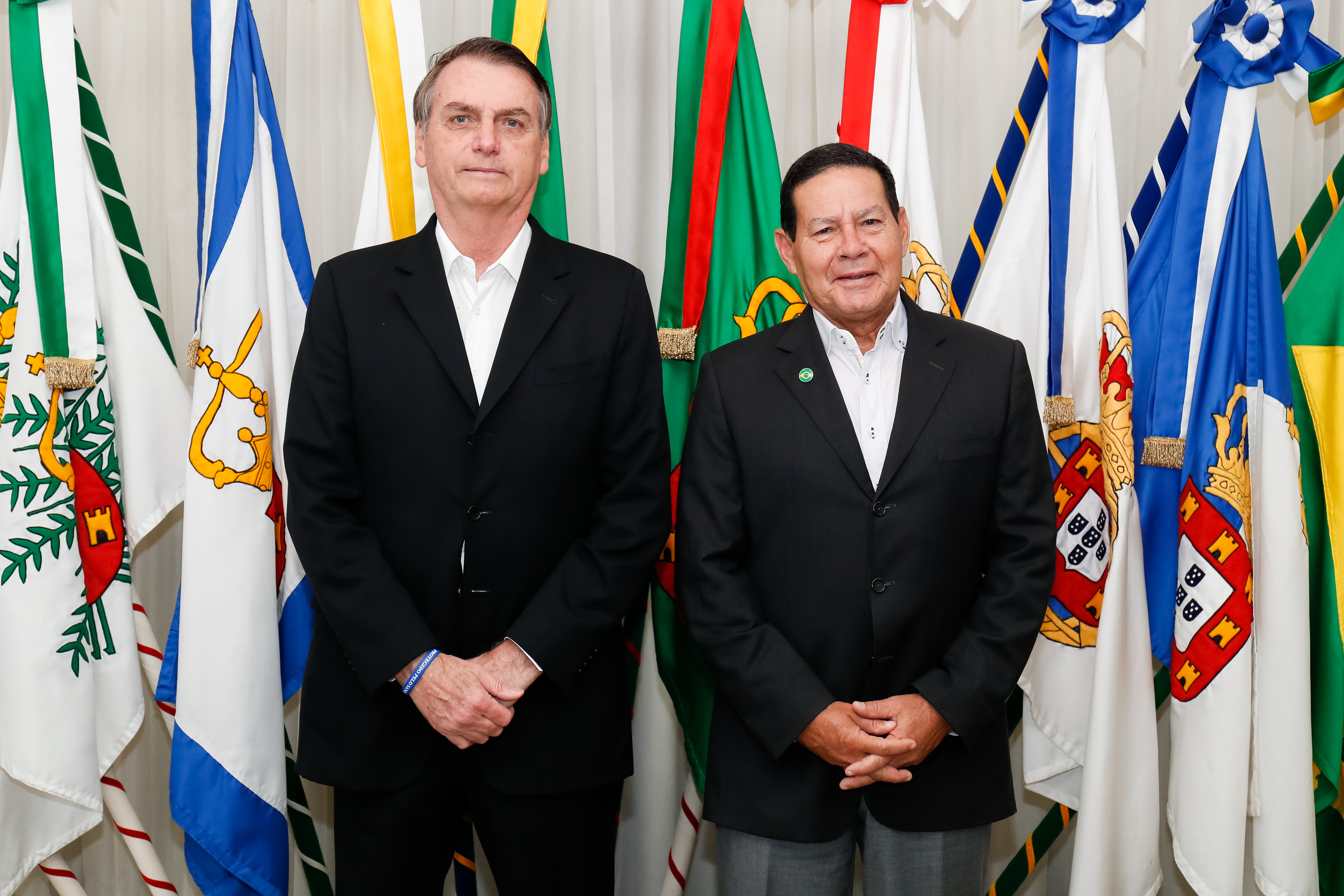
Transmissão temporária de Cargo de Presidente da República de Jair Bolsonaro a Hamilton Mourão

Durante a recuperação de Jair Bolsonaro após o atentado, Mourão deu declarações consideradas controversas e revelou ter desejo de ir aos debates no lugar dele.
Mourão disse ter intenção de convocar uma nova constituinte, composta apenas por "notáveis" e não por pessoas eleitas democraticamente. Mourão também causou polêmica ao criticar do décimo terceiro salário, chamando-o de uma das "jabuticabas brasileiras" e que teria custos aos empresários, mas disse que isso não significa que iria pôr fim a ele. Bolsonaro disse ao Jornal Nacional que as afirmações de Mourão foram "infelizes", que o "décimo terceiro salário do trabalhador está previsto no art. 7° da Constituição em capítulo das cláusulas pétreas" e que "só quem desconhece a Constituição critica benefício".
Em 6 de outubro de 2018, Mourão causou uma nova controvérsia ao afirmar que seu neto é um "cara bonito" por conta do "branqueamento da raça" ao conceder uma entrevista no Aeroporto de Brasília. Mourão já havia se envolvido em uma polêmica relativa a questões raciais quando assumiu o posto de vice da chapa de Bolsonaro. Ele havia afirmado em uma palestra que o Brasil tinha a "indolência" dos indígenas, a "herança do privilégio" dos ibero-americanos e a "malandragem" dos negros.
Pedido de impeachment

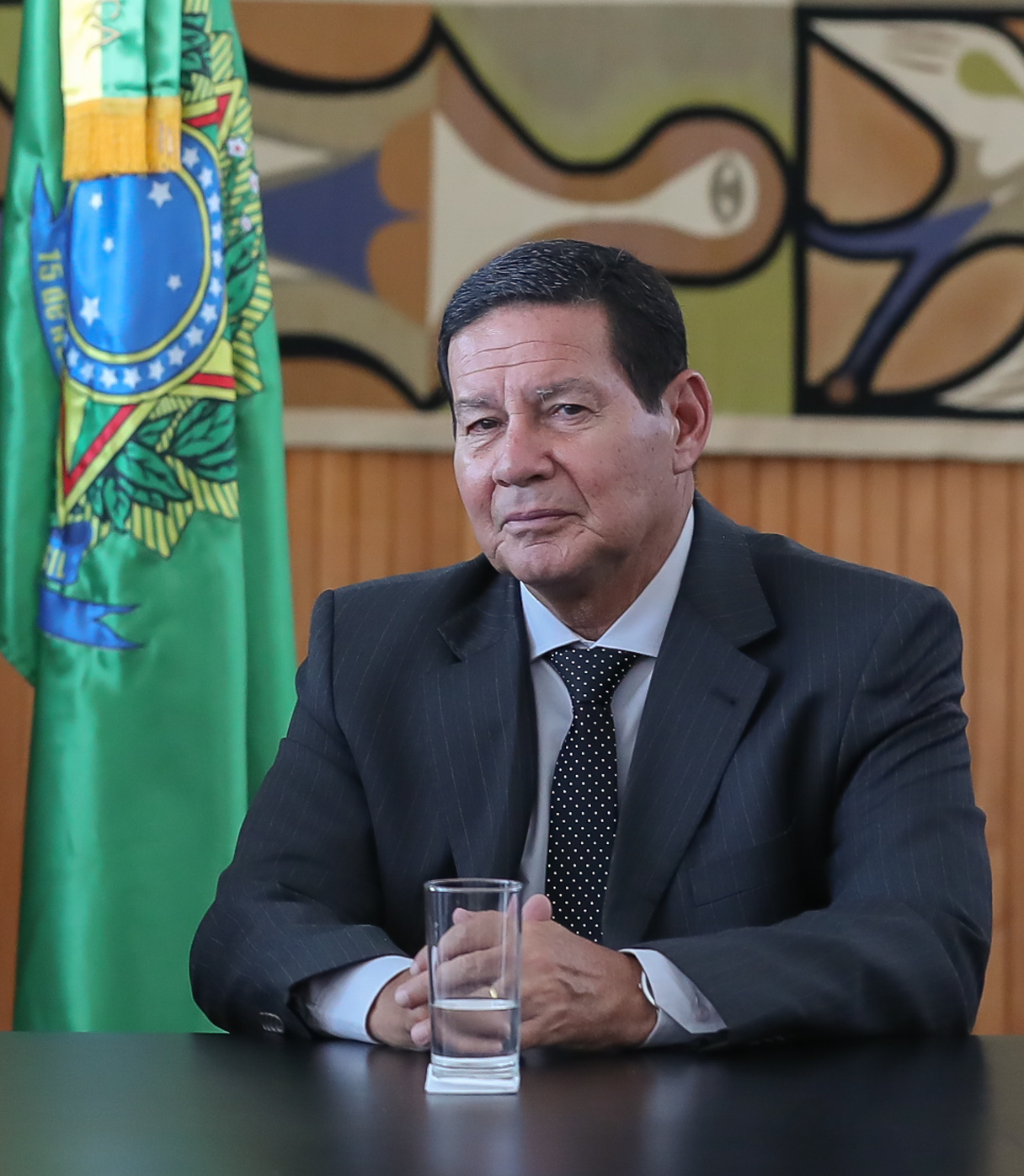
Mourão em 2019, como vice-presidente

Em abril de 2019, Mourão foi alvo de um pedido de impeachment do deputado federal Marco Feliciano, que acusou de "conduta indecorosa, desonrosa e indigna” e de "conspirar" para conseguir o cargo do presidente Jair Bolsonaro. O presidente da Câmara dos Deputados, Rodrigo Maia, acabou arquivando o pedido e disse em nota, no dia 24 do mesmo mês, que a denúncia é “inadmissível” e tem “propósito acusador”, pois não se trata de condutas referentes ao exercício do cargo.
Entre os motivos que levaram Marco a apresentar a denúncia, está uma postagem crítica realizada pela jornalista Rachel Sheherazade e endossada pelo Mourão. Na publicação, curtida por Mourão, Raquel indica que o vice-presidente é a melhor opção para administrar o Brasil.
Comemoração do Golpe de 1964
Em 31 de março de 2020, o general Hamilton Mourão elogiou o Golpe de Estado no Brasil em 1964, que instaurou a ditadura militar brasileira. Seu posicionamento foi alvo de críticas de políticos da oposição. Segundo o entendimento da subprocuradora-geral da República Luiza Frischeisen, coordenadora da Câmara Criminal do Ministério Público Federal, o posicionamento do general poderia ser considerado crime previsto na Lei de Segurança Nacional (Lei 7.170/83), na Lei dos Crimes de Responsabilidade (Lei 1.079/50) e no próprio Código Penal (artigo 287).
Análise de discurso
Em maio de 2020, Eduardo Fernandes, do site Congresso em Foco, analisou o discurso de Hamilton Mourão, no artigo publicado no jornal O Estado de S. Paulo, e notou que existem nele traços autoritários: "Logo na primeira frase diz: “A esta altura está claro que a pandemia de covid-19 não é só uma questão de saúde: por seu alcance, sempre foi social; pelos seus efeitos, já se tornou econômica; e por suas consequências pode vir a ser de segurança. Caso o fim do auxílio emergencial venha a dar origem a saques e (mais) violência, isso poderia ser considerado uma “questão de segurança”? Em caso positivo, faltariam “juristas” a justificar uma “intervenção” das forças armadas em sua missão constitucional de garantir a Lei e a Ordem? Segundo o jornalista, ainda que o artigo do vice tenha aspectos cifrados, há mensagens claras. A primeira é o fato de que “nos tornamos incapazes de sentar à mesa, conversar e debater”. Nisso, segundo Fernandes, tem razão o general, embora ele não tenha se lembrado de citar quem, no dia 3 de maio de 2020, em frente ao quartel general das Forças Armadas em Brasília, afirmou “Chegamos ao limite. Não tem mais conversa”, frase dita pelo presidente da República Jair Bolsonaro. Em seguida, Mourão afirma que a imprensa “precisa rever seus procedimentos”, e passar a dar “o mesmo espaço a opiniões distintas, favoráveis e contrárias ao governo”. Ou seja, segundo Fernandes, para Mourão, críticas e louvações às ações do governo devem ter espaço igual, retirando da imprensa o direito de se posicionar, exercendo a liberdade de imprensa.
Discussão com Macron
Em janeiro de 2021, o presidente da França Emmanuel Macron disse que "continuar a depender da soja brasileira seria ser conveniente [sic] com o desmatamento da Amazônia". Após a declaração, o general Mourão, presidente do Conselho Nacional da Amazônia, iniciou uma discussão com o presidente da França em rede social. O general Mourão disse em uma das postagens que Macron "desconhece a produção de soja no Brasil. Nossa produção de soja é feita no cerrado ou no sul do País. A produção agrícola na Amazônia é ínfima". A informação de Mourão correspondia à realidade, pois a produção brasileira de soja em 2020/21 era de 135,4 milhões de toneladas e os estados que mais produziam nesta época, em números de maio de 2021, segundo a Embrapa, eram: Mato Grosso (35,9 milhões de toneladas), Rio Grande do Sul (20,1 milhões de toneladas), Paraná (19,8 milhões de toneladas) e Goiás (13,7 milhões de toneladas), vindo depois os estados do Mato Grosso do Sul (10,5 milhões de toneladas), Bahia (5,3 milhões de toneladas), Minas Gerais (5 milhões de toneladas), Maranhão (3 milhões de toneladas), São Paulo (3 milhões de toneladas), Tocantins (3 milhões de toneladas), Piauí (2,4 milhões de toneladas) e Santa Catarina (2,3 milhões de toneladas).
Na BBC News Brasil, Britaldo Soares-Filho, professor do Departamento de Cartografia do Instituto de Geociências da Universidade Federal de Minas Gerais (UFMG), disse que "O depoimento do general (vice-presidente, Hamilton Mourão) é apenas um achismo (não se baseia em evidências científicas)" - ignorando o fato de que a produção de soja no Brasil só cresceu exponencialmente graças à criação, pela EMBRAPA, de plantas que crescessem adequadamente no Cerrado brasileiro. O professor mencionou o estudo "As maçãs podres do agronegócio do Brasil", que apontou que no Brasil teriam sido produzidas 500 mil toneladas de soja de forma ilegal na Amazônia - menos de 0,5% da produção nacional, corroborando a fala de Mourão.

## Condecorações
- Ordem do Mérito Militar no grau de Cavaleiro ordinário (2002),[56] sendo posteriormente promovido a Oficial (2006),[57] Comendador (2006),[58] Grande-Oficial (2010)[59] e Grã-Cruz (2014).[1]
- Medalha Militar de Ouro com Passador de Platina
- Medalha do Pacificador
- Medalha do Serviço Amazônico com Passador de Bronze
- Medalha Corpo de Tropa com passador de Bronze
- Cruz Militar ao Mérito Desportivo - Venezuela
- Ordem do Mérito Estrela de Carabobo - Venezuela
- Medalha das Nações Unidas - UNAVEM III
- Medalha Marechal Osorio - O Legendário
- Ordem de Rio Branco no grau de Grã-Cruz suplementar (2019).[60]

## Histórico eleitoral
| Ano  | Eleição                        | Partido      | Coligação                                                                    | Candidato a                                   | Votos                 | %      | Resultado | Ref    |
| ---- | ------------------------------ | ------------ | ---------------------------------------------------------------------------- | --------------------------------------------- | --------------------- | ------ | --------- | ------ |
| 2018 | Presidencial do Brasil         | PRTB         | Brasil Acima de Tudo, Deus Acima de Todos (PSL e PRTB)                       | Vice-Presidente Titular: Jair Bolsonaro (PSL) | 49.276.990 (1º Turno) | 46,03% | Eleito    | [ 61 ] |
| 2018 | Presidencial do Brasil         | PRTB         | Brasil Acima de Tudo, Deus Acima de Todos (PSL e PRTB)                       | Vice-Presidente Titular: Jair Bolsonaro (PSL) | 57.797.847 (2º Turno) | 55,13% |           | [ 61 ] |
| 2022 | Estaduais no Rio Grande do Sul | Republicanos | Para defender e transformar o Rio Grande (PL, Republicanos, PROS e Patriota) | Senador                                       | 2.593.294             | 44,11% | Eleito    | [ 62 ] |